# APF通信社
株式会社APF通信社（Asia Press Front、略称APF）は、主に戦争・紛争地帯専門の映像取材を目的にした、日本の企業である。本社は、東京都渋谷区道玄坂1丁目。最近ではテレビ各局の番組制作から、一般向けの映像制作、Ustream等のライブ映像のストリーミング配信の業務代行、国内・海外情報のリサーチサービス等に業務の重点を置きつつある。
フランス通信社（L’Agence France-Presse、略称: AFP）やAP通信（Associated Press）と混同されるが、無関係である。

## 沿革
1992年12月、設立。ジャーナリストの山路徹が代表取締役に就任。
1993年、会社設立後、テレビ朝日『ニュースステーション』向けのカンボジア取材、TBS『筑紫哲也 NEWS23』の「銃弾のボスニア・決死の潜入記」、「山路徹・パレスチナ報告」、TBS『JNN報道特集』の「イスラエル占領地の日本人」等を皮切りに、TBS『サンデーモーニング』、『ブロードキャスター』、NHK・BS『ワールドステーション22』、フジテレビ『ニュースJAPAN』等で取材映像とレポートを提供。1995年には、オウム真理教やボスニア等の取材にも取り組む。
1996年、『ニュースステーション』等、テレビ各局の報道番組スタッフの経験を積んできた長井健司が同社契約記者として参画。同年11月25日、インターネットの映像ニュース番組「APF LIVE」の配信を開始する。1999年にかけて配信され、筑紫哲也、鳥越俊太郎、長井健司、鈴木邦男らも出演した。
1998年からは、鳥越俊太郎がメインキャスターを担当、麻木久仁子らが女性キャスターとして加わったテレビ朝日『ザ・スクープ』の番組制作に連続して関わる傍ら、日本テレビ『ニュースプラス1』の番組制作にも携わった。2001年以降は、テレビ朝日『スーパーJチャンネル』、NHK『ETV2001』でアフガニスタン、タイ等の現地取材を担当。2002年には、日本テレビ『きょうの出来事』、『ニュースプラス1』、『真相報道 バンキシャ!』での長期の追跡・潜入取材を担当した。
2005年以降、重信メイが、同社インターネット番組配信チャンネル「APF NEWS」内の番組「オリーブ・ジャーナル」でキャスターとしての活動を行った。
2007年6月から翌年までの約1年間、「山路徹のAPFポッドキャスティング」と題するポッドキャスト番組をスタート。同年8月1日には、イスラマバードで取材中の渡部陽一と国際電話でつないだレポートを配信した。
2007年9月27日、同社契約記者であった長井健司がミャンマーのヤンゴンで反政府デモを取材中、デモを鎮圧する軍兵士に銃撃され死亡。長井の死をめぐる経緯の一部は、TBS『筑紫哲也 NEWS23』、『JNN報道特集』、日本テレビ『Newsリアルタイム』、『NEWS ZERO』、『真相報道 バンキシャ!』等の番組で取り上げられた。
2010年からはUstreamのチャンネルを通じて複数の番組を配信。
2011年3月11日の東日本大震災に際しては、3月14日から下旬にかけて、福島第一原子力発電所から半径20キロの避難指示地域及び半径30キロの屋内退避地域を含む南相馬市を取材し、映像は英国放送協会（BBC）、フランス2、アメリカのABCニュースで放送された。

## 主な受賞歴
- 1995年、TBSラジオ「サラエボ旅行案内」ギャラクシー賞優秀賞
- 2000年、テレビ朝日「ザ・スクープ」桶川女子大生ストーカー殺人事件シリーズ　民放連テレビ報道部門優秀賞、テレビ朝日社長賞

## 不祥事・事件

### 「ブラックノート詐欺事件」での問題
2009年12月5日に放送されたTBS『報道特集NEXT』等の「ブラックノート」なる偽造紙幣の関連特集で、同社記者が、偽造紙幣に関与する国際詐欺グループの実行犯の男の本名を確かめる目的で、このグループのアジトの郵便受けにあった郵便物を断りなく、開封（後に修復）したことが、2010年1月、判明した。TBSは、同年2月9日、放送倫理・番組向上機構（BPO）の放送倫理検証委員会に報告書を提出し、4月2日、同委員会は、「一歩立ち入った確認を怠って放送した」とTBSの責任を指摘する意見書を発表した。同社は、2010年1月7日、TBSからの問い合わせに対して、事実関係を認め、1月14日、同社代表名で、「お詫び」文を同社サイトに公開し、当面の報道番組制作の自粛の意向を明らかにした。
放送倫理・番組向上機構（BPO）放送倫理検証委員会は、「TBS『報道特集NEXT』ブラックノート詐欺事件報道に関する意見」のなかで、「TBS側と制作会社とのあいだの信頼関係が空洞化し、十分な意思疎通が図られなかったことから生じた不祥事であることが歴然」としている。